# 라이쩌우성
라이쩌우성(베트남어: Lai Châu / 省萊州 성내주, 내주성)은 베트남의 최북단의 성 단위 행정 구역이다. 베트남에서 가장 인구가 희박한 지역으로, 중국과 국경을 접한다. 한 때는 란상 왕국의 지방이었으며, 인도차이나 전쟁 중에 소유권이 베트남으로 바꿨다. 성도는 라이쩌우 시이며, 약 55,000명의 인구를 가지고 있다. 평균 기온은 23도이며, 연평균 강수량은 2,500mm이다.

## 지리
베트남의 북서쪽에 위치한 라이쩌우성은 하노이에서 북서쪽으로 450km 떨어져 있다. 라이쩌우성은 다음과 같이 경계를 접하고 있다.
- 북쪽으로 중국 윈난성과 접한다.
- 동쪽은 라오까이성, 옌바이성, 선라성과 접한다.
- 서쪽과 남쪽은 디엔비엔성과 국경을 접하고 있다.

라이쩌우성은 말루탕 국경 관문과 273km의 경계를 가지고 있으며 베트남-중국을 연결하고 있다. 중국 국경선은 중국 남서부의 광대한 대륙과 직접 교류한다. 라이쩌우성은 무역, 수출, 관광 등 서비스를 개발할 잠재력을 가지고 있으며, 국방, 안보, 국경 주권 보호에 관한 매우 중요한 전략적 위치를 가지고 있다. 라이쩌우성은 다강, 남나강, 넘무강의 중요한 분수령과 보호구역에 위치하고 있으며, 다강의 대형 수력 발전 사업은 직접 수원을 규제하여 홍강 삼각주 전체에 지속가능한 발전을 보장하고 있다.

## 행정 구역

### 시
- 라이쩌우시 (Lai Châu / 萊州市)

### 현
- 므엉떼현 (Mường Tè / 芒齊縣)
- 넘뉸현 (Nậm Nhùn / 南顔縣)
- 퐁토현 (Phong Thổ / 豊收縣)
- 신호현 (Sìn Hồ / 生胡縣)
- 땀드엉현 (Tam Dương / 三塘縣)
- 탄우옌현 (Than Uyên / 申淵縣)
- 떤우옌현 (Tân Uyên / 新淵縣)

## 인구 통계
라이쩌우성은 서북부 지방에서 가장 인구가 적은 성이다. 2019년 4월 1일을 기준으로, 라이쩌우성의 인구는 460,196명으로 전국 63개 성 중에 62위를 차지했다. 인구의 17.8%가 도시 지역에 살고 있으며 82.2%가 농촌에 거주하고 있다. 킨족은 73,233명으로 인구의 15.9%를 차지하고 있으며, 나머지는 386,963명으로 라이쩌우성 인구의 84%를 차지하는 다른 소수 민족이다.
2019년 4월 1일 기준으로, 라이쩌우성은 서로 다른 종교를 가진 종교인이 60,922명에 달한다. 대부분의 개신교 신자들로 57,226명이며, 그 다음으로는 천주교 신자들이 3,577명, 불교 신자들이 110명에 이른다. 이슬람과 같은 다른 종교는 7명이며, 호아하오교는 2명이 있다.

## 경제
라이쩌우성은 오랫동안 베트남에서 가장 가난한 지역이었다. 그것은 또한 가장 덜 산업화된 지방이었다. 1974년 당시 북베트남에서 가장 부유한 지방이었던 하노이의 산업 생산량은 라이쩌우성의 47배에 달했다. 라이쩌우성은 산업화가 더 높은 남쪽이 분리되어 디엔비엔성이 된 이후 더욱 낙후되었다. 2007년 하떠이성과의 합병 이전 하노이의 산업 생산량은 라이쩌우성의 93배나 되었다. 그러나 최근 몇 년간 산업 생산은 2000~2007년 3배 이상 급성장했다. 농업과 임업 부문이 50% 미만 성장한 것에 비해, 서비스 부문이 동시에 두 배 이상 성장해 라이쩌우성 내에서 가장 빠르게 성장하는 부문이다. 산업 제품은 술, 벽돌, 시멘트, 전기를 포함한다. 2007년 산업 생산은 4766억 동으로, 2000년 16.5%에 불과했던데 비해 지방 경제의 28.9%를 차지했다.
2007년 라이쩌우성의 주요 농산물은 쌀(9,900톤), 옥수수(3,5000톤), 카사바(48,900톤), 차(16,532톤) 등이다. 쌀과 옥수수 생산량은 2000년 이후 3배 증가한 반면 카사바와 차의 생산량은 약 40%, 120% 증가하고 있다. 라이쩌우성에서 나온 차는 베트남의 다른 지방에도 팔리고, 다른 나라에도 수출된다.
라이쩌우성은 2007년에 1763억 동의 생산량을 가진 비교적 큰 임업 부문을 가지고 있다. 그러나 농업, 산업, 서비스 부문에 크게 앞섰고 최근의 성장에 거의 기여하지 못했다. 2000년과 2005년 사이 19% 가까이 감소한 뒤 2007년 1.66%, 2006년 1.69% 성장에 그쳤다.
라이쩌우성에는 희토류 원소를 이용할 계획을 세우고 있다. 베트남 중앙정부는 2010년 10월 라이쩌우성에서 일본에 희토류 원소를 공급하는 협정을 체결했다. 이는 일본의 희토류 공급 다변화와 중국으로부터의 수입 의존도를 낮추기 위한 노력의 일환이었다.

## 교통
국도 제4호선은 라이쩌우성과 라오까이성, 국도 제12호선과 디엔비엔성, 국도 제32호선을 연바이성과 연결한다. 중국의 거주시까지 가는 길도 있다. 라이쩌우성에는 공항도, 철도도 없다.
최근 몇 년 동안 도로 교통이 급속도로 증가했다. 화물 운송은 2000년 100만톤에서 2천 130만톤으로 급증했고, 여객운송은 440만명에서 16,70만명으로 증가했다.
도로 기반 시설은 아직 많이 개발되지 않았다. 도내 도로의 19.36%만이 포장도로로 되어 있으며, 지방 기업을 대상으로 한 조사에 응답한 10.53%만이 도로의 질이 좋거나 매우 좋다고 생각했다.